# Coupe du Kazakhstan de football 2013
Navigation
Édition précédente Édition suivante
La Coupe du Kazakhstan 2013 est la 22e édition de la Coupe du Kazakhstan depuis l'indépendance du pays. Elle prend place du 10 avril au 10 novembre 2013.
Un total de 30 équipes prennent part à la compétition, toutes issues des deux premières divisions nationales kazakhes pour la saison 2013.
La compétition est remportée par le Chakhtior Karagandy qui l'emporte face au FK Taraz à l'issue de la finale et gagne sa première coupe nationale. Cette victoire permet au club de se qualifier pour le premier tour de qualification de la Ligue Europa 2014-2015 ainsi que pour l'édition 2014 de la Supercoupe du Kazakhstan.

## Premier tour
Les rencontres de ce tour sont jouées le 10 avril 2013 et voient l'entrée en lice de 28 des 30 participants, les équipes exemptées étant le FK Astana et l'Irtych Pavlodar, finalistes de l'édition précédente.
| Date          | Club                    | Score                | Club                       |
| ------------- | ----------------------- | -------------------- | -------------------------- |
| 10 avril 2013 | FK Bolat (D2)           | 0 - 0 ap (4 - 3 tab) | (D1) FK Atyraou            |
| 10 avril 2013 | FK Maktaaral (D2)       | 0 - 2                | (D1) Ordabasy Chimkent     |
| 10 avril 2013 | Lachyne Taraz (D2)      | 1 - 2 ap             | (D1) Akjaïyk Oural         |
| 10 avril 2013 | Kyzyljar Petropavl (D2) | 0 - 3                | (D1) FK Taraz              |
| 10 avril 2013 | Okjetpes Kökşetaw (D2)  | 0 - 0 ap (3 - 4 tab) | (D1) Kaïrat Almaty         |
| 10 avril 2013 | FK Ile-Saulet (D2)      | 1 - 2                | (D1) Vostok Öskemen        |
| 10 avril 2013 | Kyran Chimkent (D2)     | 2 - 1                | (D1) Jetyssou Taldykourgan |
| 10 avril 2013 | Baïterek Astana (D2)    | 1 - 9                | (D1) FK Aktobe             |
| 10 avril 2013 | FK Astana-1964 (D2)     | 1 - 1 ap (2 - 4 tab) | (D1) Tobol Kostanaï        |
| 10 avril 2013 | Spartak Semeï (D2)      | 1 - 2 ap             | (D2) Kaysar Kyzylorda      |
| 10 avril 2013 | Sunkar Kaskelen (D2)    | 2 - 1                | (D2) FK Ekibastouz         |
| 10 avril 2013 | Ak-Bulak Talgar (D2)    | 1 - 9                | (D2) CSKA Almaty           |
| 10 avril 2013 | Kaspiy Aqtaw (D2)       | 3 - 0                | (D2) Gefest Saran          |
| 10 avril 2013 | BIIK Chimkent (D2)      | 2 - 3                | (D1) Chakhtior Karagandy   |

## Huitièmes de finale
Les rencontres de ce tour sont jouées le 1er et le 2 mai 2013.
| Date         | Club                     | Score                | Club                  |
| ------------ | ------------------------ | -------------------- | --------------------- |
| 1er mai 2013 | Ordabasy Chimkent (D1)   | 5 - 1                | (D2) Kaspiy Aqtaw     |
| 1er mai 2013 | Sunkar Kaskelen (D2)     | 1 - 1 ap (4 - 5 tab) | (D1) Akjaïyk Oural    |
| 1er mai 2013 | FK Taraz (D1)            | 2 - 0                | (D2) FK Bolat         |
| 1er mai 2013 | Tobol Kostanaï (D1)      | 6 - 2                | (D2) CSKA Almaty      |
| 1er mai 2013 | Kyran Chimkent (D2)      | 0 - 1                | (D1) FK Aktobe        |
| 1er mai 2013 | FK Astana (D1)           | 4 - 0                | (D1) Vostok Öskemen   |
| 1er mai 2013 | Irtych Pavlodar (D1)     | 2 - 0                | (D2) Kaysar Kyzylorda |
| 2 mai 2013   | Chakhtior Karagandy (D1) | 2 - 1                | (D1) Kaïrat Almaty    |

## Quarts de finale
Les rencontres de ce tour sont jouées le 19 juin 2013.
| Date         | Club                 | Score    | Club                     |
| ------------ | -------------------- | -------- | ------------------------ |
| 19 juin 2013 | FK Astana (D1)       | 1 - 2    | (D1) Chakhtior Karagandy |
| 19 juin 2013 | Irtych Pavlodar (D1) | 2 - 1    | (D1) Tobol Kostanaï      |
| 19 juin 2013 | FK Taraz (D1)        | 3 - 0    | (D1) Akjaïyk Oural       |
| 19 juin 2013 | FK Aktobe (D1)       | 3 - 1 ap | (D1) Ordabasy Chimkent   |

## Demi-finales
Les demi-finales sont disputés sous la forme de confrontations en deux manches, les matchs aller étant joués le 25 septembre et les matchs retour le 30 octobre 2013.
| Club                 | Score | Club                     | Aller | Retour |
| -------------------- | ----- | ------------------------ | ----- | ------ |
| FK Taraz (D1)        | 1 - 0 | (D1) FK Aktobe           | 0 - 0 | 1 - 0  |
| Irtych Pavlodar (D1) | 1 - 2 | (D1) Chakhtior Karagandy | 1 - 0 | 0 - 2  |

## Finale
La finale de cette édition oppose le FK Taraz, qui dispute sa quatrième finale de coupe, la première depuis en 2004, au Chakhtior Karagandy, dont il s'agît là de la troisième finale en cinq éditions. La rencontre est disputée le 10 novembre 2013 à l'Astana Arena d'Astana et voit le Chakhtior l'emporter sur le score de 1-0, Sergey Khizhnichenko inscrivant l'unique but du match à la 53e minute, gagnant ainsi sa première coupe nationale.
| ·            |
| Entraîneur : |
| Arno Pijpers |

| ·               |
| Entraîneur :    |
| Viktor Koumykov |

| ·            |
| Entraîneur : |
| Arno Pijpers |

| ·               |
| Entraîneur :    |
| Viktor Koumykov |